# Municipio de Birmingham (Illinois)
El municipio de Birmingham (en inglés: Birmingham Township) es un municipio ubicado en el condado de Schuyler en el estado estadounidense de Illinois. En el año 2010 tenía una población de 151 habitantes y una densidad poblacional de 1,53 personas por km².

## Geografía
El municipio de Birmingham se encuentra ubicado en las coordenadas 40°14′17″N 90°51′10″O / 40.23806, -90.85278. Según la Oficina del Censo de los Estados Unidos, el municipio tiene una superficie total de 98.82 km², de la cual 98,82 km² corresponden a tierra firme y (0 %) 0 km² es agua.

## Demografía
Según el censo de 2010, había 151 personas residiendo en el municipio de Birmingham. La densidad de población era de 1,53 hab./km². De los 151 habitantes, el municipio de Birmingham estaba compuesto por el 99,34 % blancos, el 0,66 % eran de otras razas. Del total de la población el 0,66 % eran hispanos o latinos de cualquier raza.